# Lourdeskapelle (Stadtschwarzach)

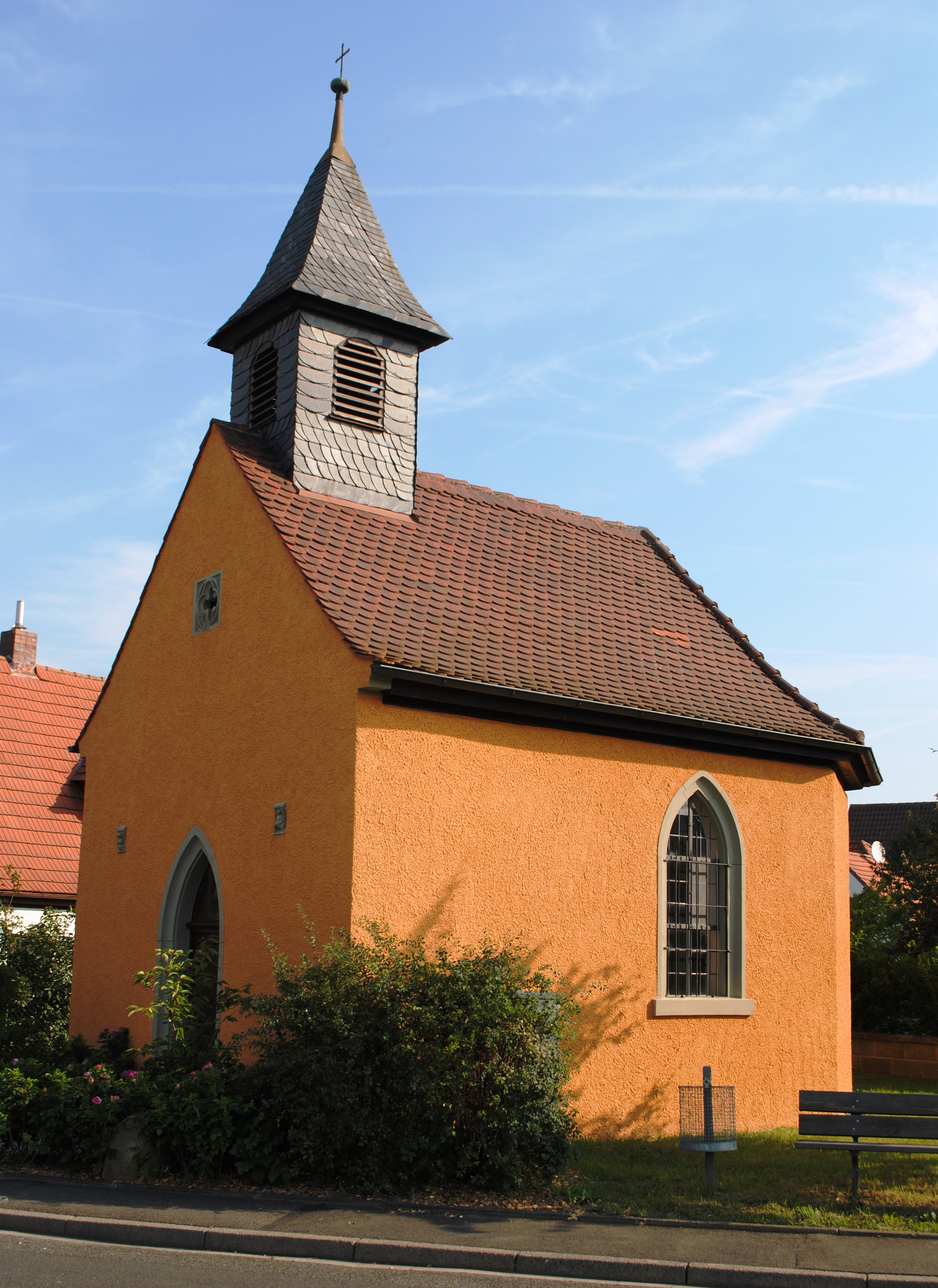
Die Kapelle in Stadtschwarzach

Die sogenannte Lourdeskapelle im unterfränkischen Stadtschwarzach ist ein der Muttergottes von Lourdes geweihtes Gotteshaus. Die Kapelle liegt an der Kolpingstraße am Rande der Altbebauung. Sie ist heute Teil des Dekanats Kitzingen.

## Geschichte
Die Geschichte der Kapelle in Stadtschwarzach beginnt im Jahr 1887. Damals kam die Figur der Muttergottes von Lourdes in die fränkische Gemeinde. Einige Jahre später, 1891, begann man damit, eine kleine Kapelle zu errichten, um hierin die Figur aufbewahren zu können. Als ausführenden Baumeister konnte man den Stadtschwarzacher Alois Link gewinnen. Die Benediktion übernahm im Jahr 1892 der Ortspfarrer Alois Adalbert Vogl.
Im 20. Jahrhundert nahm man lediglich noch mehrere Renovierungen am Gebäude vor. So erhielt die Kapelle im Jahr 1985 eine umfassende Außenerneuerung. Innen erhielt die Kapelle 1988 eine neue Ausmalung. Die Kirche ist heute Nebenkirche der Pfarrei Stadtschwarzach. Sie liegt knapp außerhalb des Bodendenkmals der Stadtschwarzacher Stadtbefestigung.

## Architektur und Ausstattung
Die kleine Kirche präsentiert sich als Saalbau. Sie ist geostet und weist einen polygonalen Chorabschluss auf. Zwei Spitzbogenfenster wurden am kleinen Rechteckbau angebracht. Das Portal befindet sich auf der Westseite. Hier wurde auch der kleine Dachreiter aus dem Jahr der Erbauung aufgerichtet. Er beinhaltet eine kleine Glocke. An der Fassade sind ebenso zwei kleine Engelfiguren zu finden. Im Inneren ist die obenerwähnte Marienfigur zu finden. Daneben schuf der Maler Josef Mahler einen modernen Marienzyklus als Fresko.